# Бєлова Ольга Олексіївна
Ольга Олексіївна Бєлова (Гаврилова) (14 липня 1884, село Роговська Владимирської губернії, тепер В'язниківського району Владимирської області, Російська Федерація — 3 червня 1967, тепер Російська Федерація) — радянська діячка, революціонерка. Член Центральної контрольної комісії ВКП(б) у 1925—1927 роках. Член ВЦВК і ЦВК СРСР.

## Життєпис
Народилася в бідній селянській родині Олексія Гаврилова. Закінчила початкову школу, була ученицею кравчині. Після переїзду родини до міста Шуї з 1897 по 1899 рік працювала ватерницею Шуйсько-Тезинської фабрики. У 1899 році переїхала до села Кохми, працювала робітницею фабрики Ясюнинських.
Член РСДРП з 1903 року. Мала партійний псевдонім Ганька, була зв'язковою між Кохомською та Іваново-Вознесенською партійними організаціями.
З 1904 року жила в Іваново-Вознесенську, допомагала друкувати на гектографі нелегальні прокламації, брала участь у нелегальних зборах. У червні 1904 року побита козаками, заарештована та вислана до батьків у село Кохму. Пізніше повернулася до Іваново-Вознесенська, працювала на фабриці Бакуліна, де організувала жіночий марксистський гурток.
У грудні 1904 року виїхала до Кохми, утримувала конспіративну квартиру, вела революційну агітацію серед прядильників фабрики Ясюнинських. У лютому 1905 року була однією із організаторів страйку робітників у Кохмі. Була заарештована поліцією, деякий час перебувала у в'язниці міста Шуї. Потім влаштувалася робітницею на фабрику Смолякова у В'язниках, звідки її звільнили за ведення агітації.
Наприкінці літа 1905 року оселилася в Іваново-Вознесенську, була зв'язковою партійного комітету. У жовтні 1905 року переїхала до міста Ярославля, де організовувала нелегальну друкарню. У 1906 році заарештована, до 1910 року перебувала у в'язниці. З 1910 по 1914 рік проживала у В'язниках, не мала постійного місця роботи. З 1914 року — в Іваново-Вознесенську, де брала участь у антивоєнній демонстрації в серпні 1915 року. З 1915 по 1917 рік разом із родиною жила в Петрограді, потім повернулася до В'язників.
У 1917 році — керівниця партійного осередку на фабриці Смолякова у В'язниках, одна із організаторів В'язниківського комітету РСДРП(б), учасниця Жовтневого перевороту. У 1918 році працювала у фабричному комітеті (фабкомі) фабрики Смолякова.
У 1919—1920 роках — на відповідальній роботі у Владимирському губернському відділі Всеросійської Спілки текстильників. У 1920—1921 роках — інструктор Іваново-Вознесенського губернського відділу Всеросійської Спілки текстильників.
У 1922—1927 роках — член відділу охорони праці та жіночий організатор Великої Іваново-Вознесенської мануфактури в місті Іваново-Вознесенську. З 1925 року — член Іваново-Вознесенської губернської контрольної комісії ВКП(б). 
У 1927—1930 роках — голова Іваново-Вознесенського губернського (обласного) відділу Спілки швейників.
У 1931—1934 роках — член партійної колегії Івановської обласної контрольної комісії. Працювала в промисловій кооперації в Іваново.
З 1939 року — персональний пенсіонер.
Померла 3 червня 1967 року. На честь Бєлової названі вулиці в Іваново та Кохмі.

## Нагороди
- орден Леніна